# Джулія Леннон
Джулія Леннон (англ. Julia Lennon, уроджена Стенлі (англ. Stanley); 12 березня 1914, Ліверпуль, Англія, Велика Британія — 15 липня 1958, там же) — мати англійського співака і музиканта Джона Леннона. Розійшлась з його батьком у 1946 році, але не розлучилася; залишок життя провела в громадянському шлюбі з Джоном Альбертом Дайкінсом.
Хоча велику частину свого дитинства Джон Леннон провів не з нею, він любив її і був вражений її смертю. Їй він присвятив кілька своїх пісень, наприклад, «Julia» і «Mother». Біограф і критик Ієн Макдональд називав Джулію «музою її сина».

## Біографія
Джулія Стенлі, яку в сім'ї називали Джуді, була четвертою з п'яти сестер. У її матері, Енні Джейн (англ. Annie Jane Stanley), двоє дітей (хлопчик і дівчинка) не вижили, а потім народилися дочки: Марія («Мімі», англ. Mimi Stanley, 1903—1991), Елізабет («Метер», англ. Mater Stanley, 1908—1976), Енн («Ненні», англ. Nanny Stanley, 1911—1988), Джулія і Херіет («Херрі», англ. Harrie Stanley, 1916—1972). Леннон пізніше стверджував, що «дівчатка Стенлі» були «п'ятьма чудовими, сильними, красивими і розумними жінками». Джулія була дуже веселою і життєрадісною; за словами рідних, вона могла обернути на жарт абсолютно все і вийти з палаючого будинку з посмішкою на обличчі.
Коли Джордж Стенлі (англ. George Stanley), батько Джулії, колишній моряк, поступив на роботу в страхову компанію, сім'я переїхала в Вултон, передмістя Ліверпуля. 1945 року померла Енні Стенлі, і Джулія потім допомагала своїй старшій сестрі Мімі піклуватися про батька.

### Шлюб з Альфредом Ленноном
Джулія познайомилася з Альфредом ще в дитинстві. «Альф» Леннон дуже любив ходити на водевілі і в кінотеатри, і саме в кінотеатрі «Трокадеро» він вперше побачив дівчинку з каштановим волоссям, милою посмішкою і високими вилицями» — Джулію Стенлі. Вдруге він зустрів її в парку Сефтон. Побачивши його, чотирнадцятирічна Джулія заявила, що його капелюх виглядає безглуздо, на що він відповів, що Джулія виглядає чудово, і сів поруч з нею на лаву. Джулія зажадала, щоб він зняв капелюха, що він і зробив, кинувши капелюх в озеро.

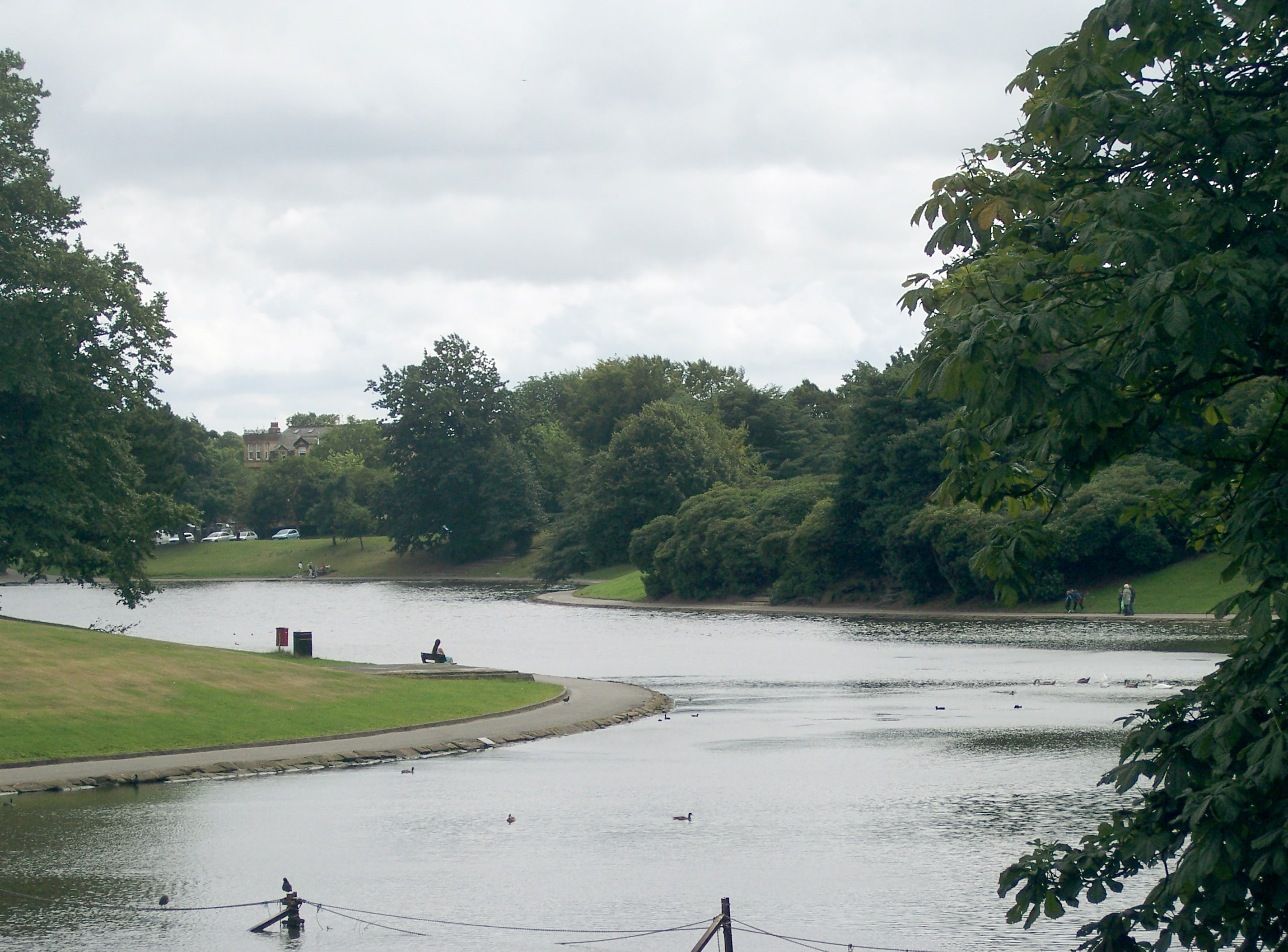
Сефтон парк. Місце, де Джулія познайомилася з Альфредом Ленноном

Хоча Джулія була всього 5 футів 2 дюйми зростом (155 см; й то це зростання досягався за рахунок підборів), вона дуже подобалася хлопцям. Вона завжди дуже добре одягалася і навіть спати лягала нафарбована, щоб виглядати красиво зранку.
З Альфредом пізніше вони дуже подружилися; обидва займалися музикою як любителі — Джулія любила співати популярні пісні, наслідуючи Вірі Лінн, а Альфред любив зображати Луї Армстронга.
3 грудня 1938 року Джулія вийшла заміж за Альфреда, причому пропозицію зробила вона йому, а не навпаки. На їх весіллі не було нікого з її родини, тому що вона нікого не попередила про весілля заздалегідь і взагалі не повідомляла про нього рідним. Весільний обід був у ресторані Рису на Клейтон-сквер, у тому ж самому, де пізніше Джон Леннон святкував своє весілля з Синтією Пауелл. Після обіду Джулія і Альфред пішли в кіно. А ввечері Джулія прийшла додому, розмахуючи свідоцтвом про шлюб, і оголосила: «От! Я вийшла за нього заміж». Це було влаштовано, щоб подражнити її батька, який неодноразово говорив їй, що відмовиться від неї, якщо вона коли-небудь вступить у позашлюбний зв'язок.
Ніч після весілля подружжя провели окремо, кожен у себе вдома, а на ранок Альфред на три місяці поплив у Вест-Індію.
Спочатку сім'я Стенлі ігнорувала Альфреда, вважаючи, що він «не може принести користі нікому, особливо нашій Джулії». До того ж Альфред ніяк не міг знайти собі хорошу роботу. Зрештою, незабаром після того, як Джулія в січні 1940 року виявила, що вагітна, Альфреда на час війни послали в торговий флот. 1943 року Альфред дезертував.

### Народження і дитинство Джона Леннона
Джон Леннон народився 9 жовтня 1940 року. Незабаром після його народження старша сестра Джулії, Мімі, подзвонила в пологовий будинок і дізналася, що на світ з'явився хлопчик. За розповідями самої Мімі, вона негайно побігла до сестри і новонародженого, причому в цей час на Ліверпуль був здійснений повітряний наліт, і Мімі доводилося перебігати від будинку до будинку, ховаючись. Але вона, за її словами, бігла «не чуючи ніг».
Хлопчика назвали на честь діда по батьківській лінії і в честь Вінстона Черчилля — Джон Вінстон Леннон. Альфреда Леннона на момент народження Джона не було в Ліверпулі — він був у морі.
Коли Джон пішов в школу в 1945 році, Джулія влаштувалася працювати офіціанткою в кафе недалеко від школи, щоб їй було зручно відвозити і забирати додому сина. Незабаром, правда, вона знехотя віддала Джона на піклування Мімі, бо сім'я Стенлі була проти «гріховного життя» Джулії з Боббі Дайкінсом і не вважала, що Джон Леннон отримує у них гарне виховання.
У липні 1946 року Альфред відвідав сина і відвіз його на канікули у Блекпул, таємно збираючись емігрувати з ним в Нову Зеландію. Джулія і Дайкінс дізналися про це і приїхали забрати Джона. Альфред запропонував Джулії теж вирушити в Нову Зеландію разом із ним, але вона відмовилася навідріз. Після бурхливої сварки Альфред заявив, що п'ятирічний Джон повинен вибирати між ним і Джулією. Джон двічі обрав батька, і Джулія пішла геть, так що в підсумку хлопчик побіг за нею. Альфред більше не бачив нікого зі своєї колишньої родини до часів бітломанії, коли він знову зустрівся з Джоном.
А Джулія знову взяла сина до себе і влаштувала його в найближчу до будинку школу, але через кілька тижнів знову відправила його до Мімі. Причини цього передбачаються різні: небажання Дайкінса виховувати дитину, нездатність Джулії взяти на себе цю відповідальність або покарання з боку Мімі і батька Джулії за її життя з Дайкінсом. Сам Джон Леннон винив у цьому себе, кажучи: «Моя мати не могла впоратись зі мною». Так чи інакше, відтоді він жив у будинку Мімі, в найменшій спальні над вхідними дверима, під наглядом тітки, яка бажала дати йому «пристойне виховання».
Проте Джулія продовжувала спілкування із сином; саме вона за п'ять фунтів десять шилінгів купила Леннону його першу гітару (після численних прохань). Вона ж навчила сина грати на банджо й укулеле, а також на акордеоні. Тільки у Джулії в будинку Леннон міг слухати улюблену музику, наприклад, Елвіса Преслі. 1957 року Джулія була присутня на виступі The Quarrymen і після кожної пісні радісно крутилася і голосніше всіх аплодувала. Вона завжди переконувала Леннона не відмовлятися від занять музикою, попри заперечення Мімі.

### Зв'язок Джулії і Теффі Вільямса
У 1942–1943 роках Джулія і Джон жили на Еллертон-роуд у Вултоні, в будинку, що належав Джорджу Сміту, чоловікові Мімі (саме Мімі й запропонувала їм там оселитися). Оскільки Альфред часто вирушав у море, Джулія почала відвідувати нічні клуби. Там вона в 1942 році познайомилася з валлійським солдатом, якого звали Теффі Вільямс. Він тимчасово проживав у Мосслі-Гіллс, передмісті Ліверпуля. Пізніше він говорив, що сам був у всьому винен, бо писав Джулії, щоб вона розважалася як хотіла, якщо була можливість. Крім того, після вечора в нічному клубі Джулія часто приносила синові якийсь гостинець — шоколадку або пісочне печиво.
У 1944 році вона завагітніла від Вільямса, але спочатку не хотіла в цьому зізнаватися і говорила, що її зґвалтував незнайомий солдат. Вільямс не хотів постійно жити з Джулією, поки вона не відмовиться від свого сина, чого вона не побажала зробити. Коли в тому ж році повернувся Альфред, Вільямс запропонував Джулії свою допомогу в матеріальному забезпеченні як Джона, так і їх майбутньої дитини, але Джулія відмовилася і від цього.
Під час останніх місяців вагітності Джулії Джон жив у свого дядька Сідні Леннона в Мегхаллі, іншому передмісті Ліверпуля. Дочка Джулії, Вікторія Елізабет, народилася в Елмсвудській лікарні 19 червня 1945 року. Під тиском сім'ї Джулія відмовилася від доньки, і Вікторію удочерили норвежці Педер і Маргарет Педерсен, члени Армії порятунку; дівчинці дали нове ім'я — Інгрід Марія Педерсен. Джону Леннону про її народження не розповідали, і залишилося невідомим, дізнався він про Вікторію коли-небудь взагалі.
За іншими даними (газета «The Sun», 24 серпня 1998 р.), Джон Леннон шукав свою зниклу сестру в усьому світі протягом багатьох років, але так і не з'ясував, що прийомні батьки відразу ж дали новонародженій інше ім'я. Він так і не зміг знайти її до самої своєї смерті. Сама Вікторія Елізабет/Інгрід дізналася те, що вона є сестрою Джона Леннона ще в 1966 році, за 14 років до смерті Джона Леннона. Інгрід розповіла, як її прийомна мати, Маргарет, приголомшила її визнанням: «Я повинна сказати тобі, що ти — прийомна дочка. Ти сестра Джона Леннона». Однак прийомна мати боялася, що Інгрід спокуситься славою «Бітлз» і покине дім. Не бажаючи ображати улюблену «маму», Інгрід не стала нічого робити. Інгрід розповіла газеті «The Sun»: «Я не могла образити маму, тому залишилася в тіні». Інгрід урочисто поклялася собі, що нічого не зробить, поки її прийомна мати жива. Саме так все і сталося.

### Життя з Боббі Дайкінсом

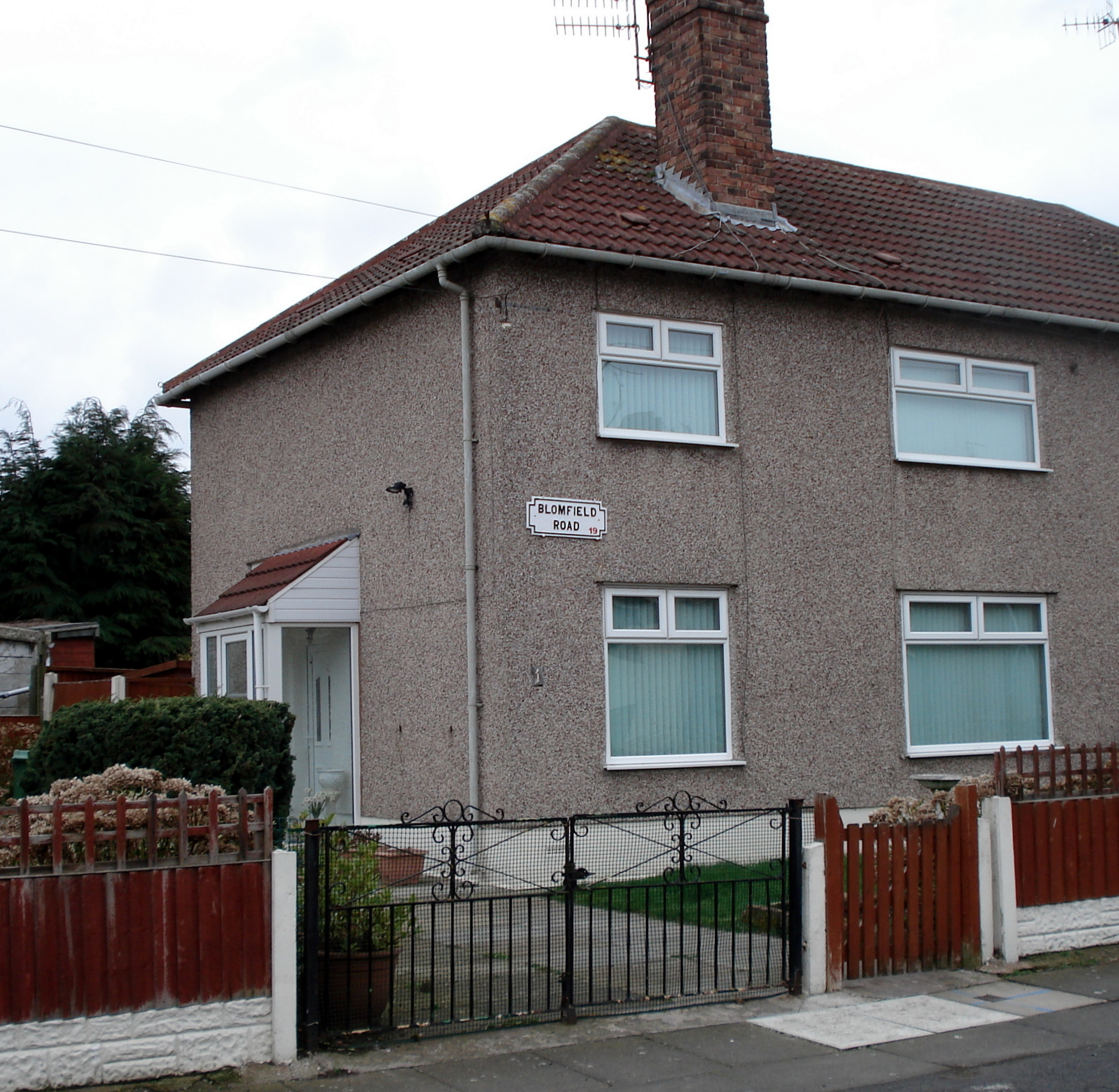
Будинок 1 по Бломфілд-роуд, Ліверпуль, де жили Джулія і Дайкінс

Джулія і Джон («Боббі») Дайкінс почали зустрічатися через рік після народження Вікторії (хоча вони знали один одного і раніше). Джулія в цей час працювала в кафе поряд зі школою, де навчався її син. Дайкінс був красивим, завжди добре одягненим чоловіком, з тонкими вусиками і світлим волоссям. Він страждав хронічним кашлем. Він працював сомельє в готелі. Незабаром вони з Джулією переїхали в район Гейтакр у нову маленьку квартиру. Джулію приваблювала, крім усього іншого, любов Дайкінса до розкоші і його матеріальна забезпеченість, що дозволяла Джулії купувати такі улюблені нею «дрібниці» як хороші алкогольні напої, шоколад, шовк і сигарети. Іншим сестрам Стенлі Дайкінс не подобався, вони називали його «фарцовщиком». За їхніми спогадами, він був дуже запальний і навіть бив Джулію, коли був п'яний. Леннон згадував, як його мати приходила до нього із закривавленим після побоїв лицем.
Пол Маккартні пізніше стверджував, що часто уїдливо відгукувався про те, що мати Леннона, не будучи розлученою, жила з Дайкінсом. Джулія дійсно ніколи не розлучалася з Альфредом, але всі вважали її громадянською дружиною Боббі. Вона хотіла, щоб її син жив з ними; в результаті маленький Леннон, якого ділили мати і тітка Мімі, часто в сльозах бігав від однієї до іншої.
Однією з причин того, що Мімі домагалася опікунства над племінником, була ненадійність характеру Джулії, її неуважність і нелюбов до домашнього господарства: на кухні Джулія часто змішувала різноманітні інгредієнти для страв, «як божевільний учений», в гуляш вона могла спокійно додати чай і взагалі все, що потрапляло їй під руку. Родичі жартували, що для Джулії було цілком можливо надіти окуляри без лінз.
Коли Дайкінс став власником кількох барів у Ліверпулі, Джулія змогла піти з роботи, щоб весь день наглядати за їх дочками Джулією-молодшою та Джекі і за Ленноном, який часто провідував матір. Леннон і Маккартні репетирували у ванній її будинку, де була чудова, як в аудіостудії, акустика. Дайкінс іноді давав Леннону кишенькові гроші (один шилінг на тиждень), на додачу до п'яти шилінгів, які давала йому Мімі. У грудні 1965 року Дайкінс загинув в автокатастрофі, але Леннону кілька місяців не повідомляли про це, бо це «не стосувалося сім'ї Стенлі».

### Діти від Дайкінса
У Джулії і Дайкінса було дві дочки — Джулія Берд (уроджена Дайкінс, англ. Julia Dykins, нар. 5 березня 1947 року) і Жаклін («Джекі») Дайкінс (англ. Jacquie Dykins, нар. 26 жовтня 1949 року). Джекі народилася недоношеною, і довгий час після пологів Джулія щодня провідувала її в лікарні.
З одинадцяти років Джон Леннон став гостювати у Дайкінсів і часто ночував у них; тоді Джулія-молодша поступалася йому своїм ліжком, а сама спала в кімнаті сестри. За її спогадами, після відходу Джона їх мати часто слухала пісню «якогось старого крунера» «My Son, to Me You Are So Wonderful» (рос. Мой сын, ты так замечателен в моих глазах).
Після смерті Джулії її дочок (яким тоді було вісім і одинадцять років) відправили в Едінбург до тітки Метер, і тільки через два місяці їх дядько Норман Берч повідомив їм про смерть матері.
Успіх The Beatles дозволив Леннону купити будинок із чотирма спальнями для своїх зведених сестер, а також для їх тітки Херрі і дядька Нормана, які стали законними опікунами дівчаток, попри те, що Дайкінс був ще живий, — оскільки він ніколи не перебував у шлюбі з матір'ю. Після того, як померла Харріет (тітка Херрі) і загинув Джон, його вдова Йоко Оно хотіла продати цей будинок (оскільки він був власністю Леннона), але в підсумку 2 листопада 1993 року передала його Армії порятунку, попри те, що Леннон за життя стверджував: «Я завжди вважав цей будинок своїм внеском у виховання Джулії і Джекі. Я б хотів, щоб дівчатка і жили в ньому».
Пізніше Джулія-молодша і Джекі познайомилися зі своєю зведеною сестрою Інгрід (Вікторією), коли всі вони були присутні на встановленні меморіальної дошки на будинку тітки Мімі, де Леннон провів більшу частину свого дитинства. При цій зустрічі Джулія була шокована тим, що Інгрід виявилася зовсім не схожою на членів родини Стенлі; у неї були ясно-блакитні очі і золотисте волосся.

### Смерть
Джулія майже щодня приходила в гості до Мімі, де вони втрьох із Джоном базікали, пили чай з тістечками в зимовому саду або гуляли у дворі, якщо було тепло. Увечері 15 липня 1958 року Найджел Воллі, учасник The Quarrymen, прийшов провідати Леннона і побачив, що біля парадних дверей будинку розмовляють Джулія і Мімі. Леннона вдома не було, він якраз гостював у Дайкінса і своїх сестер у будинку на Блумфілд-роуд. Воллі зголосився проводити Джулію до автобусної зупинки. Вони пішли на північ по Менлоув-авеню; Джулія була дуже веселою і всю дорогу жартувала і розповідала анекдоти. О пів десятій Воллі розлучився з Джулією на перехресті — їй потрібно було пройти до автобусної зупинки по Вейл-роуд, і вона стала переходити Менлоув-авеню. Через п'ять секунд Воллі почув «страшний гуркіт», обернувся і побачив тіло Джулії, яке впало в ста футах (близько 30 м) від місця, де її збили. Воллі негайно побіг за Мімі, й вони разом чекали «швидкої допомоги»; Мімі ридала в істериці.
Джулія була збита автомобілем моделі Standard Vanguard, за кермом якого був полісмен Ерік Клег, п'яний і до того ж тільки вчився водити. Його повністю виправдали і на короткий час усунули від роботи. Коли Мімі почула про такий вирок, вона прийшла в таку лють, що закричала на Клега «Вбивця!». Пізніше Клег пішов з поліції і став листоношею; причому в 1964 році саме він возив листи бітломанів сім'ї Маккартні на Фортлін-роуд, 20.
Леннон не міг змусити себе подивитися на тіло матері, коли приїхав у Сефтоньську лікарню, і навіть на похоронах протягом всієї церемонії він ховав обличчя на колінах Мімі. Після цього він кілька місяців не розмовляв із Воллі, і той відчував, що Джон вважав його якоюсь мірою винним у загибелі матері.
Поховали Джулію Леннон на Еллертонському кладовищі в Ліверпулі. Місце її могили невідомо, встановлено лише, що вона знаходиться приблизно в 1,2 милі від будинку на Блумфілд-роуд, де прожила останні роки Джулія. Її дочка місіс Берд через багато років повідомила, що нащадки родини Стенлі вирішили встановити на могилі Джулії надгробок і зробити цей захід суто сімейним, сподіваючись не привернути до нього увагу преси. І дерев'яний хрест на могилі був замінений на надгробний камінь із вигравіруваним написом «Мама/ Джон/ Джулія/ Джекі» (англ. Mummy/ John/ Julia/ Jackie).

## Вплив на Джона Леннона
Молодий Леннон був приголомшений смертю матері й наступні два роки дуже багато пив і часто влаштовував бійки, щоб дати вихід «сліпій люті». Ця душевна травма назавжди залишила слід у його душі, але одночасно зміцнила його близьку дружбу з Маккартні, який теж в юності втратив матір. У пам'ять Джулії «The Beatles» написали в 1968 році для «Білого альбому» пісню «Julia», засновану на спогадах Леннона про матір. Леннон говорив: «Героїня цієї пісні — Йоко і моя мати, злиті в один образ». Пісні «Mother» і «My Mummy's Dead», також присвячені Джулії, увійшли в сольний альбом Леннона «John Lennon/Plastic Ono Band», який вийшов 1970 року. Первісток Леннона Джуліан, який народився в 1963 році, був названий на честь Джулії.

## Образ Джулії Леннон у кіно
Джулія стала героїнею фільмів «В його житті: історія Джона Леннона» (2000; роль Джулії виконала Христина Кевано (англ.)) і «Стати Джоном Ленноном» (2009; роль виконала Енн-Мері Дафф).